# منتخب كندا للباندي
منتخب كندا الوطني للباندي (بالإنجليزية: Canada national bandy team)‏ هو ممثل كندا الرسمي في المنافسات الدولية في الباندي في فئة الباندي للرجال.